# 신야 전투
신야 전투(新野戰鬪)는 207년 조조의 부하 조인이 유비를 공격한 일이다. 연의의 창작으로 실제로는 일어난 적이 없는 전투다.